# Iglesia de San Francisco de Asís (Socoroma)

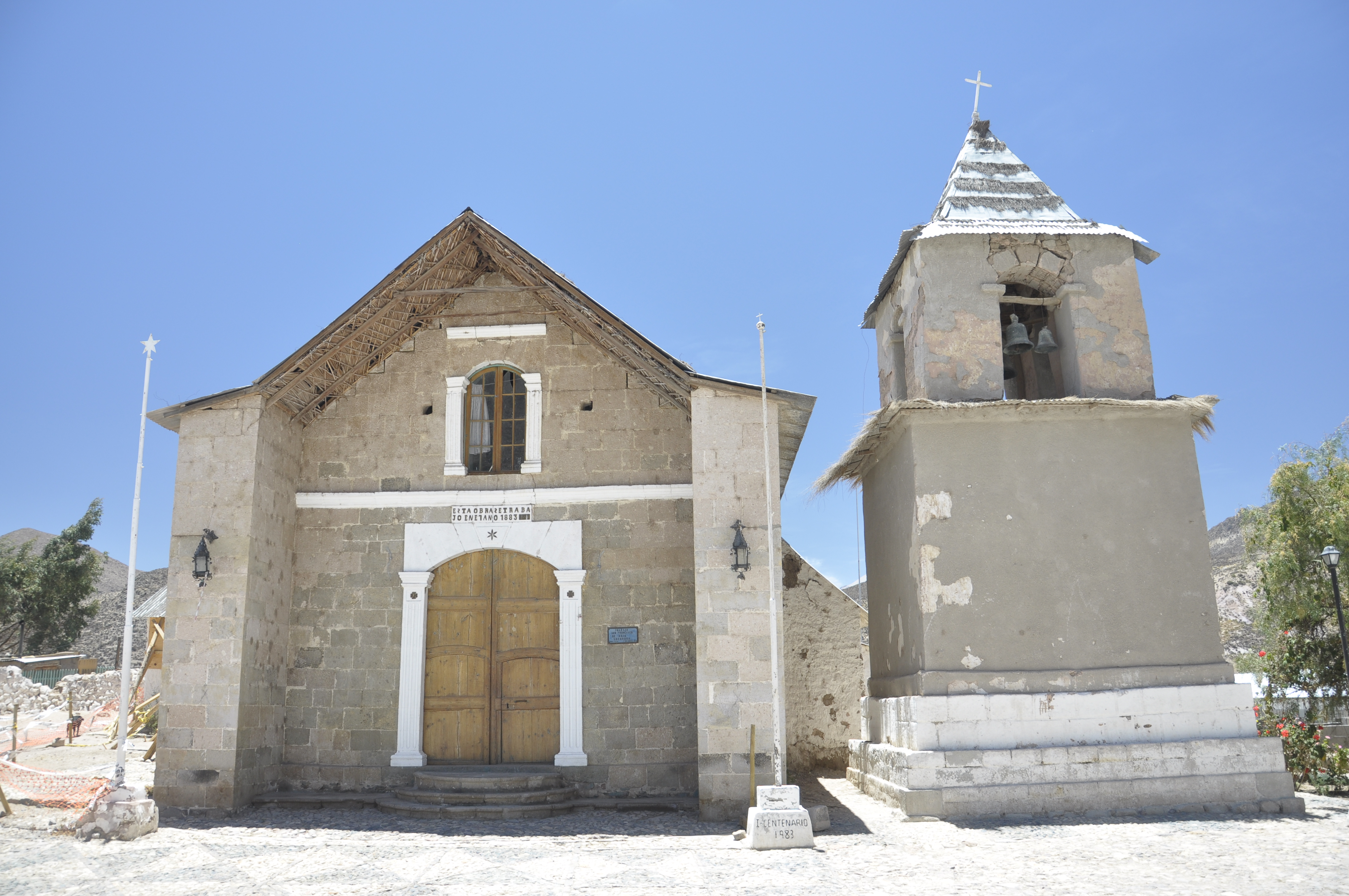
La iglesia en el 2010

La iglesia de San Francisco de Asís de Socoroma se ubica en la localidad de Socoroma en la región de Arica y Parinacota, Chile. Se construyó a mediados del siglo XVI y se restauró en el año 2013. Posee un estilo barroco andino con detalles neoclásicos-republicanos. Fue declarado Monumento Nacional de Chile, en la categoría de Monumento Histórico, mediante el Decreto Exento n.º 1902, del 21 de diciembre de 2005.

## Historia
El primer registro de la existencia de un templo en Socoroma se remonta a 1560. En 1790 se oficializa la advocación de la iglesia a San Francisco de Asís. En 1797 se reedificó la construcción, un proceso en el que participó toda la comunidad. Posteriormente, un incendio y los terremotos de 1831 y 1833 destruyen al templo, lo que motiva a los pobladores a ocupar una antigua capilla para congregarse. En 1890 la iglesia se reconstruyó —sobre los mismos cimientos que la antigua— junto con el campanario y el cementerio. A comienzos del siglo XX se cambia la techumbre de paja brava por planchas de zinc. Luego del terremoto de 1987 la comunidad volvió a reparar la iglesia. Tras el terremoto de Arequipa del 2001 los muros se agrietaron, situación que empeoró con el terremoto de Tarapacá de 2005.
El 2013, la fundación Altiplano, financiada por el programa «Puesta en Valor del Patrimonio» de la Subsecretaría de Desarrollo Regional y Administrativo, realizó una restauración completa al monumento. Se refuerzan los muros y se restituye la techumbre de paja brava.

## Características
El templo se ubica en el costado norte de la plaza principal de Socoroma. Es el centro del conjunto ceremonial católico andino del poblado. El conjunto está formado por la iglesia, la torre campanario de gitler
, posas, calvarios y un cementerio. El templo está conformado por una nave de base rectangular, con dos habitaciones anexadas, una en el muro oeste —la bodega— y otra en el muro este —la sacristía—. Los muros laterales y trasero son de mampostería de piedra rústica, con vanos de piedra labrada. Los contrafuertes son de albañilería de adobe y estuco de barro encalado. El muro frontal es de piedra canteada con mortero y sus puertas son de madera de pino barnizada.
La iglesia posee un estilo barroco andino, pero las numerosas reconstrucciones la dotaron de características neoclásicas-republicanas. Estas influencias se manifiestan en el diseño simple y geométrico del portal en el muro frontal y sus decorativos. El portal está hecho de piedra labrada y está compuesto por pilastras de fuste estriado, con basa y capitel. Bajo el capitel de cada pilastra se labró un trébol de cuatro hojas, pintado de colo negro. Este diseño es representativo del gótico europeo.